# 赤美潤一郎
赤美 潤一郎（あかよし じゅんいちろう）は、日本の漫画家。
元々創作同人でよく知られた存在であり、現在でもコミティアなどの同人誌即売会に参加している。商業誌では主としてスクウェア・エニックスで活動しており、この名義でのデビュー作は『妖幻の血』（読切版）とみなされる。冬目景や沙村広明の影響を強くうかがわせる絵柄を持ち、商業作品はほぼ全て伝奇・オカルト色の強い作風で一貫しているなど、マニアックな志向の強い作家であったため、元来対象年齢が低めである『月刊少年ガンガン』系の漫画家としては異色の存在とされた。
変名は暮崎冬人。過去にはライトノベルの挿絵も数点手掛けていた。

## 商業作品
- 上海夜想（2001年、コミックマオ2月号、暮崎冬人名義）
- 妖幻の血（2001年、ガンガンパワード創刊号、読切版）
- 妖幻の血（2001年 - 、月刊少年ガンガン11月号、ガンガンパワードへ移籍  - 連載版）
- 化野之民（2005年 - 、ヤングガンガン1号 - ）
- あかりや（単行本１巻2012年、朝日新聞社「ネムキ」連載）